# Технологія гвинтової сепарації

Технологія гвинтової сепарації застосовується в схемах збагачення вугілля, залізних, хромових, танталових, золотовмісних і інших руд. Але головним чином ґвинтова сепарація використовується при переробці розсипів, які є ідеальним живленням для ґвинтових сепараторів.
Основні параметри, які впливають на ефективність процесу гвинтової сепарації, поділяють на дві групи: конструктивні й технологічні .
Схема збагачення вугільних шламів гвинтовою сепарацією наведена на рис.
При зольності вугільних шламів 20–35 % і крупності до 3,5 мм гвинтова сепарація дозволяє отримати концентрат зольністю 7–12 % і відходи зольністю до 75 %.

## Процес розділення зернистого матеріалу у гвинтовому сепараторі
Під дією сили ваги пульпа стікає вниз в вигляді тонкого потоку різної глибини. При цьому на мінеральні частинки діють гравітаційні, гідродинамічні і відцентрові сили. Взаємодія зазначених сил призводить до розді-лення матеріалу за густиною: зерна важких мінералів концентруються в придонній частині біля внутрішнього борту жолоба, а зерна легких мінералів виносяться у верхні шари потоку і зносяться до зовнішнього борту. Довжина пробігу елементів потоку від зовнішнього борту до внутрішнього в ґвинтових апаратах складає від 0,7 до 1,5 витків.
Процес розділення зернистого матеріалу в жолобі ґвинтового сепаратора здійснюється в два етапи:
1-й етап полягає в розшаруванні матеріалу по вертикалі і переході важких мінералів в придонний шар. Цей етап спільний для всіх процесів розділення в тонкому шарі пульпи, що рухається по похилій поверхні. Для процесу розшарування важливе значення мають турбулентні пульсації потоку і явища сегрегації при русі зімкненого придонного шару. На першому етапі в придонний шар вибірково переходять крупні важкі зерна і менш вибірково — дрібні важкі зерна. Основні фактори розділення на цьому етапі — крупність і густина зерен.
2-й етап полягає в перерозподілі зерен у радіальному напрямку зі створенням мінерального віяла продуктів сепарації. В результаті поперечного перерозподілу зерна формують окремі шари потоку (концентрат, промпродукт, відходи) і набувають сталого характеру руху. Перерозподіл зерен закінчується в основному після проходження двох-трьох витків, далі зерна рухаються на постійних радіусах по ґвинтовим траєкторіям. Зерна, що потрапили випадково в «чужу» зону, перерозподіляються далі завдяки подачі змивної води в зону внутрішнього борту жолоба.
Український дослідник А. С. Кірнаркський показав, що в умовах ґвинтового потоку розпушування матеріалу пов'язане із швидкістю поверхневого прошарку у першій частині циклу мокрої гвинтової сепарації, а його ущільнення із швидкістю придонного прошарку у другій частині циклу; при цьому головний чинник зміни вертикального положення зерен — дія турбулентних вихорів, які зриваються з мінеральної поверхні при циркуляції рідини навколо частинок матеріалу.
Швидкість розшарування зерен у ґвинтовому сепараторі є експоненціальною функцією від часу (або від довжини пробігу пульпи по жолобу). Високій швидкості розшарування в початковий період сприяє те, що пульпа має високий ступінь розпушення. Швидкість розділення зерен по висоті потоку характеризується створенням донного шару важких мінералів на етапі формування потоку в ґвинтовому жолобі, отже на перших двох витках, де швидкості потоку і зерен ще не встановилися.
Оптимальна довжина жолоба для зерен різної крупності різна. Для виділення крупних зерен в сепараторі достатньо двох витків, в той час, як для виділення дрібних ( — 0,1 мм) — необхідно чотири витка. Якщо цінні важкі мінерали представлені зернами різної крупності, розвантаження концентрату необхідно здійснювати не одноразово в кінці жолоба, а розосереджено — на другому, третьому, четвертому витках. Але в кожному конкретному випадку довжина жолоба повинна бути оптимальною, тому що зі збільшенням довжини жолоба відбувається перемішування шарів пульпи і знижуються технологічні показники процесу.

## Конструктивні параметри
До основних конструктивних параметрів належать: діаметр і крок гвинтового жолоба, профіль його поперечного перетину, кількість витків, кількість відсікачів і місце їх установки.
Діаметр гвинтового жолоба є основним конструктивним параметром сепаратора, який визначає його розміри, масу і продуктивність. Гвинтові сепаратори, що застосовуються в практиці збагачення корисних копалин, мають жолоби діаметром 600—2000 мм. Вибір діаметра сепаратора залежить від продуктивності по твердому, крупності й густини збагачуваного матеріалу. Матеріали, що містять крупнозернисті матеріали (1–2 мм), ефективніше збагачуються в сепараторах великого діаметра (1000 мм і більше), тонкозернисті матеріали (менше 0,5 мм) — у сепараторах малих діаметрів (500—750 мм), матеріали середньої крупності (0,074–1 мм) — у сепараторах будь-якого розміру.
Профіль поперечного перетину жолоба може являти собою елемент еліпса, кола, пряму лінію. Найбільш доцільним профілем для збагачення матеріалу крупністю менше 2 мм є горизонтальний еліпс, більша піввісь якого складає 1/3 діаметра сепаратора, а співвідношення довжин осей — 2 : 1. Для збагачення дрібних матеріалів (– 0,2 мм) рекомендується пологий профіль у вигляді кубічної параболи, а для збагачення крупних матеріалів (2 — 12 мм) — випуклий профіль у вигляді двох відрізків прямих: нахиленого до горизонтальної площини під кутом 17º в зоні виділення концентрату і горизонтального — біля зовнішнього борту.
Кількість витків жолоба залежить від фізичних властивостей збагачуваного матеріалу. Вона збільшується зі зменшенням різниці в густині розділюваних мінералів і їх крупності. Кількість витків жолоба в промислових сепараторах складає 4–6. У п'ятивиткових сепараторах звичайно здійснюють першу стадію збагачення корінних руд, а в три- і чотиривиткових — перечищають чорновий концентрат. При збагаченні пісків розсипних родовищ застосовують три- і чотиривиткові сепаратори, що значно зменшує висоту апарата.
Крок гвинтового жолоба визначає кут нахилу його гвинтової лінії до горизонту і впливає на гідродинамічну характеристику потоку та умови транспортування матеріалу.
Зі збільшенням відносного кроку гвинтового жолоба (відношення кроку до діаметра) показники збагачення матеріалів крупністю понад 0,2 мм погіршуються, а матеріалів крупністю менше 0,2 мм — поліпшуються. Відносний крок для промислових гвинтових сепараторів приймається рівним 0,4–0,6 м. Менше значення кроку приймається для сепараторів більшого діаметра, а більше значення — для сепараторів меншого діаметра.
Виведення продуктів збагачення здійснюється відсікачами, які встановлюються на сепараторах у кінці останнього витка або на кожному витку жолоба. Положення ножів відсікачів визначається в кожному конкретному випадку дослідним шляхом і зберігається постійним у процесі роботи.
Залежно від виконання гвинтові апарати можуть мати 2–4 гвинтових жолобів, що функціонують паралельно.

## Технологічні параметри
До технологічних параметрів належать: густина, крупність і форма мінеральних зерен у живленні, вміст твердого у живленні й продуктивність. На результати збагачення суттєво впливають також підготовчі операції.
Крупність мінеральних зерен характеризується верхньою і нижньою межами. Верхня межа крупності зерен при гвинтовій сепарації залежить від їх густини і при її збільшенні — зменшується. Нижня межа крупності зерен визначається умовами їх зважування і розподілу по висоті потоку в жолобі сепаратора і зменшується при збільшенні густини зерен. На гвинтових сепараторах ефективніше вилучаються зерна крупністю понад 0,2 мм, дрібніші зерна (до 0,02 мм) — на ґвинтових шлюзах, де менша турбулентність потоку.
Бажано, щоб форма зерен, розділюваних матеріалів — вугільних і породних зерен, була різною. Для збагачення найбільш сприятливими випадками є такі, коли зерна вугільної речовини представлені округлими зернами (коефіцієнт сферичності великий), а зерна пустої породи — плоскими (коефіцієнт сферичності малий).
Підготовка матеріалу до збагачення полягає в його класифікації і знешламленні. Класифікація вугільного шламу здійснюється, в основному, у гідроциклонах. Класифікація сприяє підвищенню результатів збагачення і продуктивності процесу. Оптимальним є варіант з використанням гідравлічної класифікації, який сприяє підвищенню результатів збагачення і продуктивності процесу. В окремих випадках при попередньому або контрольному збагаченні можлива сепарація некласифікованого матеріалу. Але якщо в живленні сепарації міститься 30 — 40 % класу — 0,074 мм знешламлення робиться обов'язково (для зниження в'язкості пульпи).
Вміст твердого в живленні при збагаченні складає звичайно 30-40 % (за масою). При густині пульпи, що перевищує вказані межі, збільшується її в'язкість і виділення породних мінералів сповільнюється. У цьому випадку важкі й легкі зерна рухаються разом біля внутрішнього борту і не забезпечують утворення віяла продуктів розділення. Мінімальний вміст твердого в живленні складає 6-8 %. При більшій розрідженості пульпи важкі і легкі зерна рухаються разом біля внутрішнього борту і не забезпечують утворення віяла продуктів розділення.
Витрата змивної води повинна бути оптимальною. При оптимальних витратах змивної води підвищується ступінь концентрації матеріалу, зменшується замулювання робочої поверхні жолоба, поліпшується транспортування породних мінералів, збільшується розрідженість матеріалу біля внутрішнього борту і підсилюється поперечна циркуляція потоку. Надлишок змивної води призводить до зносу породних мінералів у концентратну зону, а недостача — до одержання малозольних відходів. Звичайно витрата змивної води складає 0,3-0,6 л/с на один жолоб сепаратора діаметром 600 мм.
Продуктивність гвинтових апаратів залежить від діаметра витків жолоба, кута підйому гвинтової лінії, речовинного складу і крупності збагачуваного матеріалу. Зменшення крупності живлення, а також підвищений вміст у ньому глини і шламів приводить до зниження продуктивності.